# 6055 Брунеллескі
6055 Брунеллескі (6055 Brunelleschi) — астероїд головного поясу, відкритий 16 жовтня 1977 року.
Тіссеранів параметр щодо Юпітера — 3,671.